# Фаравелли, Лоренсо
Лоренсо Абель Фаравелли (исп. Lorenzo Abel Faravelli; род. 29 марта 1993, Росарио, Санта-Фе) — аргентинский футболист, полузащитник клуба «Крус Асуль».

## Клубная карьера
Фаравелли — воспитанник клуба «Ньюэллс Олд Бойз». 1 марта 2011 года в матче против «Тигре» он дебютировал в аргентинской Примере. 7 июля 2013 года Фаравелли отправился в аренду чилийский «Унион Эспаньола» на один год. 3 августа в матче «Универсидад Католика» он дебютировал в чилийской Примере. 9 ноября в поединке против «Унион Ла-Калера» Лоренсо забил свой первый гол за «Унион Эспаньола». После окончании аренды он вернулся в «Ньюэллс Олд Бойз». 23 августа 2014 года в поединке против «Бельграно» Лоренсо забил свой первый гол за основной состав.
В июле 2015 года Фаравелли на правах однолетней аренды перешёл в «Химнасия Ла-Плата». 19 сентября в матче против «Тигре» он дебютировал за свой новый клуб. 14 февраля 2016 года в поединке против «Патронато» Лоренсо забил свой первый гол за «Химнасию Ла-Плата». 11 августа 2016 года Фаравелли перешёл в «Химнасию» на постоянной основе, подписав трёхлетний контракт.
2 июля 2019 года Фаравелли перешёл в «Уракан». 29 июля в матче против «Бока Хуниорс» он дебютировал за новую команду.
14 января 2020 года Фаравелли подписал контракт с эквадорским «Индепендьенте дель Валье». 14 февраля в матче против «Мушук Руна» он дебютировал в эквадорской Примере. В этом же поединке Лоренсо забил свой первый гол за «Индепендьенте дель Валье». 12 марта в матче Кубка Либертадорес против колумбийского «Атлетико Хуниор» он забил гол. В 2021 в розыгрыше Кубка Либертадорес против «Унионс Эспаньола» и бразильского «Гремио» Фаравелли забил 4 мяча. В том же году он помог клубу выиграть чемпионат Эквадора.
30 декабря 2023 года Фаравелли перешёл в мексиканский «Крус Асуль».

## Достижения
Клубные
 «Индепендьенте дель Валье»
- Победитель эквадорской Примеры — 2021